# Kališki statut
Splošna listina judovskih svoboščin, znana kot Kališki statut (poljsko Statut kaliski) in Kališki privilegij, je bila listina, ki je v srednjem veku Judom na Poljskem podelila posebno zaščito in pozitivno diskriminacijo, ko so bili preganjani v zahodni Evropi. Podeljene pravice so vključevale izključno pristojnost judovskih sodišč nad judovskimi zadevami. Za kazenske zadeve, ki so vključevale kristjane in Jude, so bila ustanovljena posebna ločena sodišča. Kališki statut je vodil do oblikovanja judovske 'države v državi', ki je na Poljsko pritegnila judovske priseljence iz vse Evrope. Poljska je za več stoletij postala središče svetovne judovske skupnosti.
Statut je izdal velikopoljski knez Boleslav Pobožni 8. septembra 1264 v Kaliszu. Statut so ratificirali kasnejši poljski kralji Kazimir III. leta 1334, Kazimir IV. leta 1453 in Sigismund I. leta 1539. Judje na Poljskem so bili svobodnjaki in ne podložniki in so uživali versko strpnost, ki jo je kasneje uzakonila tudi Varšavska konfederacija leta 1573. Poljska aristokracija je razvila edinstven družbeni sporazum z Judi, ki so kot najemniki vodili podjetja, kot so mlini in pivovarne, in opravljali nekatere birokratske posle, neprimerne za Nejude, zlasti pobiranje davkov. Potem ko se je Poljska razširila na vzhod v pravoslavno Ukrajino, je bila uvedba privilegijev Judov tudi v Ukrajini delni vzrok za kozaško antisemitsko in protikatoliško vstajo Hmeljnickega leta 1648.

## Izvlečki
Skrajšani izvlečki nekaj od 36 členov Kališkega statuta:
1. … Če je pred sodišče priveden Jud, mora zoper njega pričati ne le kristjan, ampak tudi Jud, da se primer šteje za veljavnega.
2. … Če kateri koli kristjan toži Juda in trdi, da je pri njem zastavil vrednostne papirje, in Jud to zanika, potem, če kristjan noče sprejeti preproste besede Juda, mora biti Jud s prisego osvobojen.
10. … Za umor Juda mora biti izrečena primerna kazen in zaplemba premoženja, če je to potrebno.
11. … Za udarec Juda velja kazen, običajna v državi.
13. … Judom ni treba plačati prevoza svojih pokojnih.
14. … Kristjan, ki je uničeval (judovsko) pokopališče, bo razen običajne kazni izgubil tudi svoje premoženje.
17. … Vsak Jud lahko v (poljskem) kraljestvu svobodno in varno hodi ali jezdi brez kakršnega koli dovoljenja ali ovir. Plačati mora običajne cestnine, tako kot kristjani, in nič drugega.
22. … Če se kakšen kristjan prenagljeno in predrzno posmehuje judovskim sinagogam, mora za kazen njihovemu palatinu ali njihovemu skrbniku plačati dva talenta popra.
30. … Noben kristjan ne sme poklicati nobenega Juda pred cerkveno sodišče na kakršen koli način ali za kakršno koli lastnino ali poziv, niti ne sme Jud odgovarjati pred sodnikom na cerkvenem sodišču, temveč mora nastopiti pred svojim palatinom, ki je imenovan za to zadevo. Primer mora obravnavati prej omenjeni palatin skupaj s krščanskim guvernerjem. Do obravnave je Jud zaščiten in ima prepoved  odzvati se na poziv cerkvenega sodišča. Noben kristjan ne sme obtožiti Juda za krvno kleveto.
36. … Judom je dovoljeno kupovati vse predmete in se dotikati kruha in drugih živil.

## Obtožbe o ponaredbi
Nekateri poljski raziskovalci, kot je Romuald Hube, so analizirali izvirne dokumente in trdili, da niti izvirnika niti njegovih overjenih kopij ni bilo mogoče najti in da je besedilo ponaredek iz 15. stoletja, narejen za politične namene.